# Metaxaglaea violacea
Metaxaglaea violacea är en fjärilsart som beskrevs av Schweitzer 1979. Metaxaglaea violacea ingår i släktet Metaxaglaea och familjen nattflyn. Inga underarter finns listade i Catalogue of Life.